# Franz Josef Vonbun
Franz Josef Vonbun (* 28. November 1824 in Laz; † 17. März 1870 in Schruns) war ein österreichischer Arzt, Mundartdichter und Sagensammler.
Als sechstes Kind von Franz Josef und Katharina Vonbun, geborene Martin, wurde er mit 4 Jahren in die Obhut seines Vetters Johann Martin in Raggal gegeben. Dort besuchte er die Dorfschule und lernte Latein beim Pfarrer Johann Baptist Rinder. Dieser veranlasste auch die Aufnahme in das Gymnasium in Feldkirch im Herbst 1836. 1842 bezog er das Lyzeum in Innsbruck, um sich der Philosophie zu widmen.
1844 ging er an nach Wien, um dort Medizin zu studieren, wechselte 1848 an die Universität München und kehrte 1849 wieder nach Wien zurück, wo er promovierte. Er ließ sich kurzzeitig in Feldkirch als Arzt nieder, zog aber 1850 wegen fehlender Praxis nach Schruns um.

## Schriften (Auswahl)
- Volkssagen aus Vorarlberg, 1847
- Die Sagen Vorarlbergs, 1858
- Beiträge zur deutschen Mythologie gesammelt in Churrhätien, 1862
- Feldkirch und seine Umgebungen, 1868